# RX Leporis
RX Leporis är en ensam stjärna i norra delen av stjärnbilden Haren belägen ca 4 grader söder om Rigel.

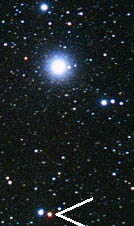
RX Leporis är belägen ca 4 grader söder om Rigel.

 Den har en skenbar magnitud som varierar 5-7,4 och är vid hög ljusstyrka svagt synlig för blotta ögat där ljusföroreningar ej förekommer. Baserat på parallaxmätning på ca 6,7 mas, beräknas den befinna sig på ett avstånd på ca 490 ljusår (ca 149 parsek) från solen. Den rör sig bort från solen med en heliocentrisk radialhastighet på ca 46 km/s.

## Egenskaper

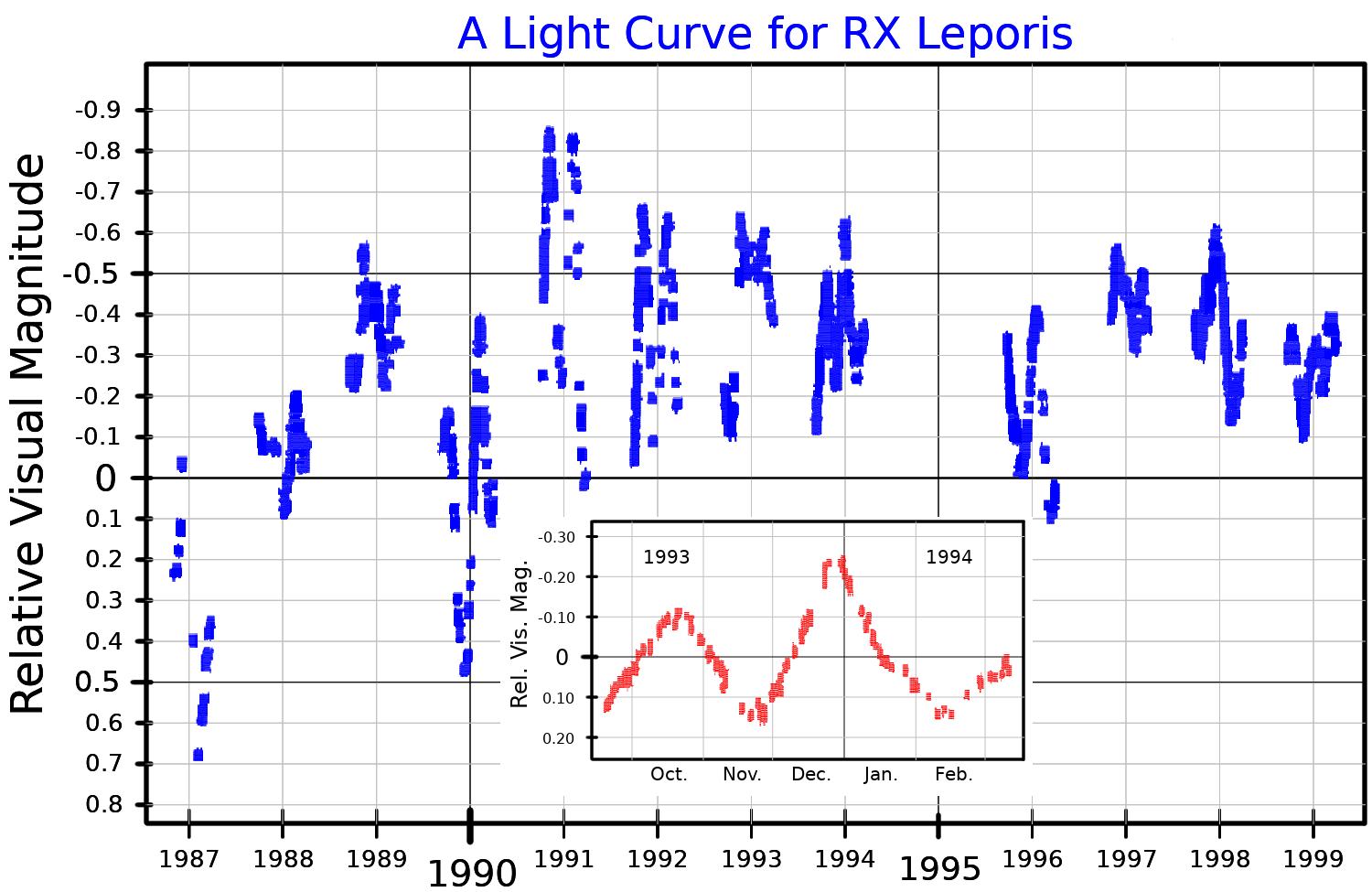
Ljuskurva för RX Leporis i synliga ljusbandet. Huvuddiagrammet visar den långsiktiga ljusstyrkavariationen och det infällda diagrammet visar den kortsiktiga variationen. Anpassad från Percyet al. (2001).

RX Leporis är en röd till orange jättestjärna av spektralklass M6.2 III. Den har en massa som är ca 1-4 solmassor, en radie som är ca 20 solradier och har ca 233 gånger solens utstrålning av energi från dess fotosfär vid en effektiv temperatur av ca 3 300 K. RX Leporis är en halvregelbunden pulserande stjärna.